# Enytus apostata
Enytus apostata là một loài tò vò trong họ Ichneumonidae.